# Sultan Mubarak al-Dawoodi
Sultan Mubarak al-Dawoodi (arabisch سلطان مبارك الداودي, DMG Sulṭān Mubārak ad-Dāwudī; * 16. März 1985 in Qal'at Bishah) ist ein saudi-arabischer Leichtathlet, der sich auf den Diskuswurf spezialisiert.

## Sportliche Laufbahn
Erste internationale Erfahrungen sammelte Sultan Mubarak al-Dawoodi bei den Jugendweltmeisterschaften 2001 in Debrecen, bei denen er mit 57,78 m den fünften Platz belegte. 2002 nahm er an den Juniorenweltmeisterschaften in Kingston teil und schied dort mit 50,27 m in der Qualifikation aus. Anschließend nahm er erstmals an den Asienspielen in Busan teil und wurde mit 57,69 m Siebter. Im Jahr darauf erreichte er bei den Asienmeisterschaften in Manila mit 57,36 m Rang sechs, gewann bei den Arabischen Meisterschaften in Amman mit 52,88 m die Bronzemedaille und klassierte sich bei den Militärweltspielen in Catania mit 55,40 m auf Platz sieben. 2004 gewann er bei den Juniorenasienmeisterschaften in Ipoh mit 59,33 m die Silbermedaille und qualifizierte sich erneut für die Juniorenweltmeisterschaften in Grosseto und wurde dort mit 57,67 m Neunter. Anschließend gewann er bei den Panarabischen Spielen in Algier mit einem Wurf auf 56,66 m die Silbermedaille. 2005 gewann er bei den Islamic Solidarity Games in Mekka Silber und belegte bei den Asienmeisterschaften in Incheon mit 56,62 m Platz fünf. 
2006 gewann er bei den Asienspielen in Doha mit 60,82 m die Bronzemedaille hinter dem Iraner Ehsan Hadadi und Rashid Shafi al-Dosari aus Katar. 2007 qualifizierte er sich für die Weltmeisterschaften in Osaka und schied dort mit 61,23 m in der Qualifikation aus. Danach wurde er bei den Militärweltspielen in Hyderabad Sechster und siegte bei den Panarabischen Spielen in Kairo mit 58,63 m. Im Jahr darauf nahm er an den Olympischen Spielen in Peking teil und schied mit 56,29 m in der Qualifikation aus. Am 30. April 2009 wurde er positiv auf Norandrosteron getestet und wegen dieses Verstoßes gegen die Dopingbestimmungen für zwei Jahre gesperrt. 2011 erreichte er bei den Militärweltspielen in Rio de Janeiro mit 58,15 m Platz, wie auch bei den Panarabischen Spielen in Doha mit 57,44 m. 2012 nahm er erneut an den Olympischen Spielen in London teil, konnte sich mit 59,54 m aber erneut nicht für das Finale qualifizieren.
2013 wurde er Sechster bei den Asienmeisterschaften in Pune mit 60,05 m und scheiterte bei den Weltmeisterschaften in Moskau mit 55,94 m bereits in der Qualifikation. Anschließend wurde er bei den Islamic Solidarity Games in Palembang mit 58,76 m Fünfter. Im Jahr darauf wurde er Achter beim Leichtathletik-Continentalcup 2014 in Marrakesch und Sechster bei den Asienspielen im südkoreanischen Incheon. Auch bei den Asienmeisterschaften 2015 in Wuhan klassierte er sich mit 56,98 m auf Rang fünf und wurde bei den Militärweltspielen in Mungyeong mit 57,92 m Achter. 2016 nahm er zum dritten Mal an den Olympischen Spielen in Rio de Janeiro teil, scheiterte aber mit 54,84 m ein weiteres Mal in der Qualifikation aus. 2017 gewann er bei den Islamic Solidarity Games in Baku die Bronzemedaille und beendete die Asienmeisterschaften in Bhubaneswar mit 57,96 m auf dem siebten Platz. Anschließend wurde er bei den Arabischen Meisterschaften in Radès mit einer Weite von 58,98 m Zweiter. 2018 erfolgte die dritte Teilnahme an den Asienspielen in Jakarta, bei denen er mit 57,25 m Rang sieben erreichte.
2006 und 2012 wurde al-Dawoodi Saudischer Meister im Diskuswurf.